# مارتین زاندبرگر
مارتین زاندبرگر (به آلمانی: Martin Sandberger) (۱۷ اوت ۱۹۱۱ – ۳۰ مارس ۲۰۱۰) یک اس‌اس اشتاندارتنفورر و فرمانده آینزاتس‌کماندو 1a در آینزاتس‌گروپن و همچنین فرمانده اس دی در استونی بود. او مرتکب قتل‌عام یهودیان در کشورهای حوزه دریای بالتیک شد. او همچنین مسئول دستگیری یهودیان در ایتالیا و تبعیدشان به اردوگاه آشویتس بود. وی دومین مقام بلندپایه در آینزاتس‌گروپن بود که دادگاهی و محاکمه شد.

## اوایل زندگی
زاندبرگر در شارلوتنبرگ در امپراتوری آلمان زاده شد. در دانشگاه لودویگ ماکسیمیلیان مونیخ، دانشگاه کلن، دانشگاه فرایبورگ و دانشگاه توبینگن حقوق خواند. در ۲۰ سالگی به حزب نازی و اس‌آ پیوست. از ۱۹۳۲–۱۹۳۳ از فعالان و رهبران دانش‌آموزی در توبینگن بود. در ۸ مارس ۱۹۳۳ وی به همراه اریش ارلینگر پرچم حزب نازی را بر ساختمان اصلی دانشگاه توبینگن برافراشتند. در ۱۹۳۶ به اس‌اس پیوست و در اس دی در وورتمبرگ تحت فرماندهی گوستاو آدولف شیل مشغول به کار شد.

## فعالیت‌ها در جریان جنگ جهانی دوم
با حمله آلمان به لهستان و آغاز جنگ جهانی دوم، هاینریش هیملر برنامه‌ای را تحت عنوان بازگشت به رایش ترتیب داد که شامل تبعید مردمان بومی مناطقی از لهستان و جایگزین کردن آنان با اقلیت آلمانی ساکن کشورهای محتلف (کشورهای حوزه دریای بالتیک و بخش شرقی لهستان) بود. در ۱۳ اکتبر ۱۹۳۹ هیملر زاندبرگر را به سمت رئیس اداره مهاجرت مرکزی شمال‌شرق منصوب کرد.
در ژوئن ۱۹۴۱ زاندبرگر به سمت رئیس زوندرکماندو 1a در آینزاتس‌گروپن A منصوب شد و با شروع عملیات بارباروسا، به همراه فرانتس اشتالکر فرمانده آینزاتس‌گروپن A عملیات می‌کرد.

## فعالیت‌ها در استونی
زاندبرگر به همراه آینزاتس‌کماندو 1a و ۲ وارد ریگا شد. او و افرادش در تخریب کنیسه‌ها و قتل‌عام ۴۰۰ یهودی و به راه انداختن پوگرومهایی در این شهر نقش داشتند.
در اوایل ژوئیه ۱۹۴۱ زاندبرگر به دستور اشتالکر به استونی فرستاده شد. بنا بر شهادت خود زاندبرگر، اشتالکر برای او روشن کرده بود که وی باید دستور پیشوا را در استونی اجرا کند. وی و افرادش کشتارهایی را علیه یهودیان، کولیها، کمونیستها و بیماران ذهنی در این کشور ترتیب دادند. گزارشی به تاریخ ۱۵ اکتبر ۱۹۴۱ نشان می‌دهد که در طی مدتی مشخص ۴۷۴ یهودی و ۶۸۴ کمونیست به دست نیروهای زاندبرگر کشته شدند:
"دستگیری تمامی مردان یهودی بالای ۱۶ سال رو به اتمام است. آن‌ها به استثنا دکترها و بزرگان یهودی که توسط نیروهای ویژه تعیین شده‌اند، به دست واحدهای دفاع از خود و تحت کنترل دسته ویژه 1a کشته شده‌اند. زنان یهودی در پارنو و تالین که بین ۱۶ تا ۶۰ سال سن دارند و برای کار کردن مناسب هستند دستگیر و برای بریدن زغال سنگ یا دیگر کارها به کار گرفته شده‌اند.
حال اردوگاهی در هارکو ساخته شده است که تمامی یهودیان استونیایی در آن‌جا گردآوری شوند، پس استونی در مدت کوتاهی از وجود یهودیان خالی شده است".
دیگران دستگیر و به اردوگاه‌های متمرکز فرستاده شدند. گزارش شماره ۱۷ به تاریخ ۹ ژوئیه ۱۹۴۱ چنین بیان می‌کند:
"به جز یک مورد استثنا، تمامی مقامات کمونیست در استونی دستگیر و تحویل داده شده‌اند. مجموع کمونیست‌ها در حدود ۱۴٬۵۰۰ نفر هستند. از این میان حدود ۱٬۰۰۰ نفر اعدام شدند و ۵٬۳۷۷ نفر به اردوگاه‌های متمرکز فرستاده شده‌اند. ۳٬۷۸۵ نفر دیگر که جرم کمتری داشتند آزاد شدند".
در ۱۰ سپتامبر ۱۹۴۱ زاندبرگر دستور نگهداری ۴۵۰ یهودی را در یک اردوگاه در پسکوف داد. این افراد بعدها اعدام شدند.
در ۳ دسامبر ۱۹۴۱ زاندبرگر فرمانده اس دی و زیپو در استونی شد.

## فعالیت‌ها در ایتالیا
زاندبرگر در سپتامبر ۱۹۴۳ به آلمان بازگشت. در پاییز ۱۹۴۳ به سمت ریاست گشتاپو در شهر ورونا در ایتالیا منصوب شد. وی در این مقام در دستگیری یهودیان شمال ایتالیا و تبعیدشان به اردوگاه آشویتس نقش داشت.

## فعالیت‌های جاسوسی
در ژانویه ۱۹۴۴ زاندبرگر رئیس دپارتمان A در اداره ششم Amt VI (سرویس اطلاعات خارجی) در اداره اصلی امنیت رایش شد. وی در این مقام مستقیماً به والتر شلنبرگ رئیس این اداره گزارش می‌کرد. وی هم‌چنین حساب‌های داخلی و خارجی و مدارک مالی سازمان را نگهداری می‌کرد.

## دادگاه
زاندبرگر در دادگاه آینزاتس‌گروپن با اتهامات جنایت علیه بشریت، جنایت جنگی و عضویت در یک سازمان جنایتکار (اس‌اس) مواجه شد. وی در این دادگاه مسئولیت خود در کشتارهای گزارش ۱۵ اکتبر را انکار کرد و تقصیر آن را به گردن نیروی پلیس آلمانی و نیروهای محلی استونیایی انداخت. با توجه که به این‌که این نیروها در آن زمان تحت فرمان خود زاندبرگر بودند، دفاع وی پذیرفته نشد. وی هم‌چنین در این دادگاه اظهار داشت که یهودیان را تنها به این دلیل دستگیر و پسکوف منتقل کرد تا از آن‌ها محافظت کند و امید داشت تا هیتلر فرمان صادره خود مربوط به یهودیان را باطل نماید. وی اعلام کرد که در رابطه اعدام این افراد در اردوگاه مسئولیتی نداشته‌است. زاندبرگر تنها مسئولیت خود را در یک مورد پذیرفت، که آن هم مربوط به اعدام ۳۰۰ تا ۳۵۰ نفر بود:
زاندبرگر اظهار داشت که اعدام یهودیان در پسکوف در غیبت وی و بدون اطلاع او انجام شده بود. دادگاه شهادت زاندبرگر را در این باره شنید:
زاندبرگر ادعا کرد که نسبت به دستور بی‌رحمانه هیتلر اعتراض کرده بود؛ اما این ادعا از طرف دادگاه پذیرفته نشد.

## حکم مرگ و تخفیف
زاندبرگر در همه موارد اتهامی مجرم شناخته شد و دادگاه وی را در سپتامبر ۱۹۴۷ به اعدام با طناب دار محکوم کرد. با وجود فشارهای سیاسی، ژنرال لوسیوس دی. کلی از فرماندهان آلمان تحت اشغال متفقین حکم مرگ وی را در سال ۱۹۴۹ تأیید کرد. در سال ۱۹۵۱ حکم مرگ وی به حبس ابد کاهش یافت. پدر زاندبرگر که از سرمایه‌داران آن دوران بود از روابط خود با تئودور هویس رئیس‌جمهور آلمان غربی استفاده کرد تا بتواند حکم پسرش را کاهش دهد. تلاش‌ها نتیجه داد و مقدمات برای آزادی زاندبرگر فراهم شد. تا اواخر سال ۱۹۵۷ تنها ۴ جنایت‌کار جنگی در آلمان غربی باقی مانده بودند که یکی از آن‌ها زاندبرگر بود. در نهایت وی در ۹ ژانویه ۱۹۵۸ از زندان لاندسبرگ آزاد شد. وی در ۳۰ مارس ۲۰۱۰ در ۹۸ سالگی درگذشت.